# 广东省国际友好城市列表
广东省及其下辖的各城市经广东省人民政府批准，再经中国人民对外友好协会确认，由中华人民共和国外交部批准后，可以与国外城市建立友好合作关系。友好城市之间可以开展在经济、科技、教育、农业、文化、卫生、体育、旅游、环保等各领域的交流与合作。
截至2023年4月，广东省及其下辖各地、县级行政区已与65个国家建立204对友好城市。其中，亚洲45对友好城市；美洲55对友好城市；欧洲有68对友好城市；大洋洲有24对友好城市；非洲有12对友好城市。省级友好城市有48对，地级友好城市有142对，县级友好城市有14对。

## 省级
| 己方行政區 | 對方國家         | 對方行政區                     | 締結日期       |
| ---------- | ---------------- | ------------------------------ | -------------- |
| 廣東省     |                  | 新南威爾士州                   | 1979年9月1日   |
| 廣東省     | 日本             | 兵庫縣                         | 1983年3月23日  |
| 廣東省     | 美国             | 马萨诸塞州                     | 1983年11月1日  |
| 廣東省     | 美国             | 夏威夷州                       | 1985年5月21日  |
| 廣東省     | 荷蘭             | 乌得勒支省                     | 1995年1月22日  |
| 廣東省     | 加拿大           | 不列顛哥倫比亞省               | 1995年9月7日   |
| 廣東省     | 瑞典             | 斯科訥省                       | 1997年11月26日 |
| 廣東省     | 波蘭             | 什切青省                       | 1998年3月6日   |
| 廣東省     | 法國             | 普罗旺斯-阿尔卑斯-蓝色海岸大區 | 2000年5月24日  |
| 廣東省     | 土耳其           | 伊斯坦布爾省                   | 2001年6月18日  |
| 廣東省     | 波蘭             | 西濱海省                       | 2001年7月12日  |
| 廣東省     | 印度尼西亞       | 北蘇門答臘省                   | 2002年3月11日  |
| 廣東省     | 墨西哥           | 墨西哥州                       | 2002年6月3日   |
| 廣東省     | 西班牙           | 加泰罗尼亚                     | 2003年9月5日   |
| 廣東省     |                  | 京畿道                         | 2003年10月20日 |
| 廣東省     | 丹麦             | 菲英郡                         | 2004年6月21日  |
| 廣東省     | 德国             | 巴伐利亞州                     | 2004年10月20日 |
| 廣東省     | 丹麦             | 南丹麦大区                     | 2007年6月7日   |
| 廣東省     | 智利             | 瓦尔帕莱索大区                 | 2007年8月23日  |
| 廣東省     | 巴西             | 圣保罗州                       | 2007年8月28日  |
| 廣東省     |                  | 昆士兰州                       | 2008年8月21日  |
| 廣東省     | 菲律賓           | 宿务省                         | 2009年10月23日 |
| 廣東省     | 越南             | 胡志明市                       | 2009年11月12日 |
| 廣東省     |                  | 瓜亚斯省                       | 2009年11月12日 |
| 廣東省     | 希腊             | 克里特大区（原伊拉克利翁州）   | 2010年6月4日   |
| 廣東省     | 埃及             | 亚历山大省                     | 2010年10月21日 |
| 廣東省     | 義大利           | 普利亚大区                     | 2011年6月15日  |
| 廣東省     | 希腊             | 克里特大区                     | 2011年6月16日  |
| 廣東省     | 密克羅尼西亞聯邦 | 丘克州                         | 2011年11月6日  |
| 廣東省     | 斐济             | 苏瓦                           | 2011年11月6日  |
| 廣東省     | 乌克兰           | 基辅州                         | 2012年9月17日  |
| 廣東省     | 俄羅斯           | 哈巴罗夫斯克边疆区             | 2012年11月27日 |
| 廣東省     | 瑞典             | 耶夫勒堡省                     | 2012年11月27日 |
| 廣東省     | 塞尔维亚         | 伏伊伏丁那省                   | 2012年11月27日 |
| 廣東省     | 白俄羅斯         | 明斯克州                       | 2012年11月27日 |
| 廣東省     | 阿根廷           | 门多萨省                       | 2013年11月11日 |
| 廣東省     | 俄羅斯           | 圣彼得堡市                     | 2014年1月13日  |
| 廣東省     | 瑞士             | 苏黎世州                       | 2014年4月18日  |
| 廣東省     | 印度             | 古吉拉特邦                     | 2014年9月17日  |
| 廣東省     | 美国             | 加利福尼亚州                   | 2014年9月21日  |
| 廣東省     |                  | 万象市                         | 2015年4月28日  |
| 廣東省     | 義大利           | 艾米利亚-罗马涅大区            | 2015年5月11日  |
| 廣東省     | 比利时           | 林堡省                         | 2015年6月23日  |
| 廣東省     | 马来西亚         | 马六甲州                       | 2015年9月21日  |
| 廣東省     | 捷克             | 南摩拉维亚州                   | 2016年4月26日  |
| 廣東省     | 美国             | 密歇根州                       | 2016年5月10日  |
| 廣東省     |                  | 忠清南道                       | 2016年6月27日  |
| 廣東省     |                  | 奥什州                         | 2016年7月5日   |
| 廣東省     | 南非             | 夸祖鲁-纳塔尔省                | 2016年8月29日  |
| 廣東省     | 加拿大           | 阿尔伯塔省                     | 2017年4月24日  |
| 廣東省     | 加拿大           | 新斯科舍省                     | 2018年11月18日 |
| 廣東省     | 日本             | 爱知县                         | 2019年5月14日  |

## 地级市

### 广州市
- 日本福冈市 1979-05-02
- 美国洛杉矶市 1981-12-08
- 菲律宾马尼拉市 1982-11-05
- 加拿大温哥华市 1985-03-27
- 澳大利亚悉尼市 1986-05-12
- 意大利巴里市 1986-11-12
- 法国里昂市 1988-01-19
- 德国法兰克福市 1988-04-11
- 新西兰奥克兰市 1989-02-17
- 韩国光州市 1996-10-25
- 瑞典林雪平市 1997-11-24（于2020年2月结束）
- 南非德班市 2000-07-17
- 英国布里斯托尔市 2001-05-23
- 俄罗斯叶卡捷琳堡市 2002-07-10
- 秘鲁阿雷基帕市 2004-10-27
- 印尼泗水市 2005-12-21
- 立陶宛维尔纽斯市 2006-10-12
- 英国伯明翰市 2006-12-04
- 斯里兰卡汉班托塔区 2007-02-27
- 巴西累西腓市 2007-10-22
- 芬兰坦佩雷市 2008-12-02
- 泰国曼谷市 2009-11-13
- 阿根廷布宜诺斯艾利斯市 2012-04-16
- 俄罗斯喀山市 2012-07-06
- 土耳其伊斯坦布尔市 2012-07-18
- 津巴布韦哈拉雷市 2012-09-03
- 哥斯达黎加圣何塞市 2012-09-11
- 日本登别市 2012-11-15
- 西班牙巴伦西亚市 2012-12-29
- 摩洛哥拉巴特市 2013-10-03
- 波兰罗兹市 2014-08-20
- 印度艾哈迈达巴德市 2014-09-18
- 厄瓜多尔基多市 2014-11-29
- 尼泊尔博克拉市 2014-11-29
- 智利圣地亚哥市 2017-09-13
- 肯尼亚蒙巴萨郡 2018-11-27

### 深圳市
- 美国休斯顿市 1986-04-03
- 意大利布雷西亚省 1991-11-12
- 澳大利亚布里斯班市 1992-06-22
- 波兰波兹南市 1993-07-30
- 法国维埃纳省 1994-10-28
- 牙买加金斯敦市 1995-03-06
- 多哥洛美市 1996-06-07
- 德国纽伦堡地区 1997-05-27
- 比利时瓦隆-布拉班特省 2003-10-12
- 日本筑波市 2004-06-09
- 韩国光阳市 2004-10-11
- 埃及卢克索市 2007-09-06
- 俄罗斯萨马拉州 2008-12-19
- 以色列海法市 2012-09-10
- 白俄罗斯明斯克市 2014-01-22
- 保加利亚普罗夫迪夫市 2014-03-24
- 瑞士伯尔尼州 2015-02-13
- 萨摩亚阿皮亚市 2015-08-31
- 荷兰阿尔梅勒市 2016-05-31
- 葡萄牙波尔图市 2016-10-18
- 吉尔吉斯斯坦比什凯克市 2016-10-24
- 柬埔寨金边市 2017-12-11
- 英国爱丁堡市 2019-05-14

### 珠海市
- 加拿大素里市 1987-07-08
- 美国红木城市 1993-10-11
- 葡萄牙布朗库堡市 1994-09-29
- 日本热海市 2004-07-25
- 韩国水原市 2006-08-23
- 巴西维多利亚市 2010-06-24
- 瑞典耶夫勒市 2010-08-10
- 德国不伦瑞克市 2011-06-01
- 俄罗斯茹科夫斯基市 2012-08-27
- 澳大利亚黄金海岸市 2012-11-16
- 英国朴茨茅斯市 2014-03-25
- 巴基斯坦瓜达尔地区 2015-04-20
- 波兰格丁尼亚市 2017-05-17
- 加拿大哈利法克斯市 2018-06-12
- 美国普罗维登斯市 2018-12-04
- 意大利拉斯佩齐亚市 2019-12-23

### 汕头市
- 日本岸和田市 1990-06-02
- 加拿大圣约翰市 1997-02-28
- 越南芹苴市 2005-08-01
- 以色列海法市 2015-12-15

### 佛山市
- 日本伊丹市 1985-05-08
- 毛里求斯路易港市 1989-01-27
- 美国斯托克顿市 1994-03-04
- 法属留尼汪波塞雄市 1997-04-11
- 澳大利亚汤斯维尔市 2006-07-28
- 格林纳达圣乔治市 2010-04-23
- 德国因戈尔施塔特市 2014-01-22
- 波兰斯达洛加勒德市 2014-06-10
- 俄罗斯纳罗福明斯克区 2017-02-27
- 瓦努阿图维拉港市 2017-06-12
- 吉尔吉斯斯坦奥什市 2019-06-13[6]

### 韶关市
- 澳大利亚宝活市 2008-11-12
- 韩国荣州市 2010-04-26
- 美国旧金山市 2011-09-21
- 法国阿尔贝维尔市 2024-11-26[7]
- 格鲁吉亚鲁斯塔维市 2025-03-27 [8]

### 河源市
- 韩国安城市 2013-11-02
- 意大利费拉拉市 2015-05-14
- 美国塔斯廷市 2015-10-23

### 梅州市
- 塞舌尔维多利亚市 1998-12-16

### 惠州市
- 美国米尔皮塔斯市 2004-10-05
- 加拿大北温哥华市 2010-09-08
- 韩国城南市 2016-05-19
- 英国伍斯特郡 2018-06-27

### 汕尾市
- 印尼日里昔利冷县 2009-11-12

### 东莞市
- 美国哈特福德市 2001-02-22
- 希腊萨洛尼卡市 2008-10-24
- 韩国牙山市 2012-09-24
- 德国乌泊塔尔市 2015-10-16
- 巴西坎皮纳斯市 2016-04-20
- 汤加哈派市 2019-07-05

### 中山市
- 日本守口市 1988-04-18
- 美国檀香山市 1997-10-13
- 加拿大本拿比市 2011-09-19
- 加拿大万锦市 2014-05-21
- 密克罗尼西亚如尔市 2017-07-05

### 江门市
- 美国河滨市 1997-05-20
- 美国奥克兰市 2014-02-20
- 所罗门群岛霍尼亚拉市 2022-05-26[9]

### 阳江市
- 新西兰纳尔逊市 2014-07-25

### 湛江市
- 澳大利亚凯恩斯市 2004-08-25
- 俄罗斯谢尔普霍夫市 2007-05-24
- 南非伊莱姆比地区 2009-10-24
- 美国大西洋城 2012-04-23
- 澳大利亚杰尔顿市 2013-03-29

### 茂名市
- 澳大利亚威洛比市 2011-06-01
- 荷兰斯塔德-赫伦市 2019-09-26

### 肇庆市
- 美国库恩拉皮兹市 2000-11-12
- 英国博尔顿市 2005-10-08
- 俄罗斯德米特罗夫斯克区 2015-05-15

### 清远市
- 美国布里奇波特市 1994-09-22
- 韩国群山市 2014-03-25
- 新西兰达尼丁市 2017-05-03
- 巴拿马科隆市 2020-12

### 潮州市
- 泰国曼谷市 2005-11-23
- 法国巴黎十三区 2009-05-15
- 美国蒙特利公园市 2013-03-22
- 美国旧金山市 2014-09-17

### 揭阳市
- 泰国南邦市 2006-08-14
- 美国安大略市 2017-08-21

### 云浮市
- 加拿大新西敏市 2010-05-01
- 意大利卡拉拉市 2016-03-01

## 县级
| 中国行政区   | 外国行政区      | 国家     | 大洲   | 结好时间       | 来源及备注 |
| ------------ | --------------- | -------- | ------ | -------------- | ---------- |
| 佛山市南海区 | 雷诺市          | 美国     | 北美洲 | 1994年7月18日  |            |
| 佛山市南海区 | 沃尔夫斯堡市    | 德国     | 欧洲   | 2016年8月27日  | [ 6 ]      |
| 佛山市禅城区 | 梅德韦市        | 英国     | 欧洲   | 2010年3月2日   |            |
| 佛山市禅城区 | 福遍郡          | 美国     | 北美洲 | 2012年11月28日 | [ 6 ]      |
| 佛山市顺德区 | 高嘉华市        |          | 大洋洲 | 2012年12月11日 | [ 6 ]      |
| 韶关市南雄市 | 乔治河市        |          | 大洋洲 | 2013年7月29日  |            |
| 梅州市梅县区 | 鸠比市          | 模里西斯 | 非洲   | 2005年9月15日  |            |
| 惠州市博罗县 | 圣马丁·金字塔市 | 墨西哥   | 北美洲 | 2017年11月20日 |            |
| 江门市台山市 | 亚拉腊市        |          | 大洋洲 | 1994年9月20日  |            |
| 江门市开平市 | 梅萨市          | 美国     | 北美洲 | 1994年10月14日 |            |
| 江门市开平市 | 密尔布瑞市      | 美国     | 北美洲 | 2010年11月11日 |            |
| 湛江市廉江市 | 桑博龙东市      |          | 南美洲 | 2011年11月18日 |            |
| 肇庆市广宁县 | 诗巫市          | 马来西亚 | 亚洲   | 2013年6月28日  |            |
| 肇庆市广宁县 | 马切拉塔市      | 義大利   | 欧洲   | 2019年10月3日  |            |